# Katinka Wiltenburg
Katinka Wiltenburg (* 7. September 1959) ist eine ehemalige niederländische Duathletin und Triathletin.

## Werdegang
Im Juni 1992 wurde die damals 33-jährige Katinka Wiltenburg Neunte bei der Duathlon-Weltmeisterschaft in Frankfurt am Main.
Wiltenburg startete im Triathlon vorwiegend auf der Langdistanz (3,86 km Schwimmen, 180,2 km Radfahren und 42,195 km Laufen). Im Oktober 1992 belegte sie den achten Rang beim Ironman Hawaii (Ironman World Championships) und 1995 wurde sie Zweite beim Ironman Europe (Ironman European Championships) in Roth. Sie konnte in ihrer aktiven Zeit drei Ironman-Rennen gewinnen (1993, 1996) und war dreimal auf der Langdistanz in der niederländischen Stadt Almere siegreich.
Nach dem Ende ihrer Triathlon-Karriere im Jahr 1997 war die mehrfache niederländische Meisterin noch für einige Jahre im Wintertriathlon (6–7 km Crosslauf, 10–14 km Mountainbike und 8–10 km Skilanglauf) aktiv und sie wurde 1997 in Italien Dritte bei der Erstaustragung einer Weltmeisterschaft.

## Sportliche Erfolge
| Datum/Jahr    | Rang | Wettbewerb                           | Austragungsort | Zeit     | Bemerkung                                           |
| ------------- | ---- | ------------------------------------ | -------------- | -------- | --------------------------------------------------- |
| 5. Juli 1992  | 17   | ETU Triathlon European Championships | Lommel         | 02:10:11 | Europameisterschaft auf der Kurzdistanz             |
| 8. Sep. 1991  | 26   | ETU Triathlon European Championships | Genf           | 02:17:36 | Europameisterschaft auf der Kurzdistanz             |
| 15. Sep. 1990 | 30   | ITU Triathlon World Championships    | Orlando        | 02:16:42 | ITU-Triathlon-Weltmeisterschaft auf der Kurzdistanz |

| Datum/Jahr    | Rang | Wettbewerb                                         | Austragungsort    | Zeit     | Bemerkung |
| ------------- | ---- | -------------------------------------------------- | ----------------- | -------- | --- |
| 1997          | 2    | Ironman Lanzarote                                  | Playa del Carmen  | 10:28:29 | [ 1 ] |
| 1997          | 1    | Almere-Triathlon                                   | Almere            | 09:12:52 | |
| 7. Sep. 1996  | 30   | ITU Long Distance Triathlon World Championships    | Muncie            | 04:38:38 | Weltmeisterschaft auf der Langdistanz                                                                                          |
| 14. Juli 1996 | DSQ  | Ironman Europe                                     | Roth              | –        | wegen Windschattenfahrens disqualifiziert                                                                                      |
| 1996          | 1    | Ironman Lanzarote                                  | Playa del Carmen  | 10:13:27 | |
| 1996          | 1    | Almere-Triathlon                                   | Almere            | 08:56:57 | |
| 1. Okt. 1995  | 7    | ITU Long Distance Triathlon World Championships    | Nizza             | 06:47:34 | Weltmeisterschaft auf der Langdistanz beim Triathlon International de Nice (4 km Schwimmen, 120 km Radfahren und 32 km Laufen) |
| 9. Juli 1995  | 2    | Ironman Europe                                     | Roth              |          | |
| 1995          | 1    | Almere-Triathlon                                   | Almere            | 09:02:32 | |
| 1995          | 2    | Ironman Lanzarote                                  | Playa del Carmen  | 09:55:52 | |
| 10. Juli 1994 | 3    | Ironman Europe                                     | Roth              |          | |
| 1994          | 2    | Ironman Lanzarote                                  | Playa del Carmen  | 09:54:47 | |
| 1993          | 10   | Ironman Hawaii                                     | Hawaii            | 09:38:39 | |
| 10. Juli 1993 | 1    | Ironman Europe                                     | Roth              | 09:18:49 | |
| 1993          | 1    | Triathlon Longue Distance de St. Jean de Luz       | Saint-Jean-de-Luz | 07:18:32 | vor der Französin Anne-Marie Rouchon                                                                                           |
| 1993          | 3    | Almere-Triathlon                                   | Almere            | 09:39:04 | |
| 1993          | 3    | ETU Long Distance Triathlon European Championships | Embrun            | 12:13:55 | ETU-Langdistanz-Europameisterschaft beim Embrunman                                                                             |
| 1993          | 1    | Ironman Lanzarote                                  | Playa del Carmen  | 10:18:18 | |
| 1992          | 8    | Ironman Hawaii                                     | Hawaii            | 09:46:46 | |
| 1992          | 5    | Ironman Europe                                     | Roth              | 09:11:16 | |
| 1991          | 3    | ETU Long Distance Triathlon European Championships | Almere            | 09:52:45 | ETU-Langdistanz-Europameisterschaft im Rahmen des Almere-Triathlon                                                             |

| Datum/Jahr   | Rang | Wettbewerb                       | Austragungsort    | Zeit     | Bemerkung                  |
| ------------ | ---- | -------------------------------- | ----------------- | -------- | -------------------------- |
| 7. Juni 1992 | 9    | ITU Duathlon World Championships | Frankfurt am Main | 03:00:08 | Duathlon-Weltmeisterschaft |

| Datum/Jahr    | Rang | Wettbewerb                               | Austragungsort | Zeit     | Bemerkung                                              |
| ------------- | ---- | ---------------------------------------- | -------------- | -------- | ------------------------------------------------------ |
| 18. Jan. 1998 | 4    | ETU European Winter Triathlon Cup        | Mariahof       | 02:13:36 | 10 km Laufen, 20 km Mountainbike und 10 km Skilanglauf |
| 1997          | 3    | ITU Winter Triathlon World Championships | Mals           |          | Wintertriathlon-Weltmeisterschaft                      |

(DSQ – Disqualifiziert)